# Lijst van rijksmonumenten in Blaricum
De plaats en gemeente Blaricum telt 70 inschrijvingen in het rijksmonumentenregister, hieronder een overzicht. 
| Object | Oorspronkelijke functie?  | Bouwjaar                            | Architect       | Locatie                     | Coördinaten?                  | Nr.?   | Afbeelding                                                                                                  |
| --- | ------------------------- | ----------------------------------- | --------------- | --------------------------- | ----------------------------- | ------ | --- |
| Villa Hildebrand                                                                                            | Woonhuis                  | 1935                                | Gerrit Rietveld | Bloemlandseweg 3            | 52° 16' 39" NB, 5° 14' 5" OL  | 332570 | Meer afbeeldingen                                                                                           |
| Terrein waarin resten van nederzettingen                                                                    | Archeologisch monument    | Neolithicum, Bronstijd en IJzertijd |                 |                             | 52° 16' 18" NB, 5° 13' 16" OL | 45284  | Upload foto                                                                                                 |
| Boerderij van het Gooise type van de hallehuisgroep onder rieten zadeldak tussen puntgevels met vlechtingen | Boerderij                 |                                     |                 | Dorpsstraat 8A              | 52° 16' 21" NB, 5° 14' 42" OL | 46548  | Boerderij van het Gooise type van de hallehuisgroep onder rieten zadeldak tussen puntgevels met vlechtingen |
| De Merelhof                                                                                                 | Woonhuis                  | 1927                                |                 | Dokter Catzlaan 2B          | 52° 16' 9" NB, 5° 14' 7" OL   | 509301 | De Merelhof                                                                                                 |
| Garage | Onderdeel woningen e.d.   | 1935                                | Theo Rueter     | Dokter Catzlaan bij 2B      | 52° 16' 9" NB, 5° 14' 7" OL   | 509302 | Upload foto                                                                                                 |
| Landhuis, behorende tot het complex 'Eemnesserweg 37'                                                       | Woonhuis                  | 1912                                |                 | Eemnesserweg 37             | 52° 15' 36" NB, 5° 14' 34" OL | 509304 | Landhuis, behorende tot het complex 'Eemnesserweg 37'                                                       |
| Garage met woning, behorende tot het complex 'Eemnesserweg 37'                                              | Woonhuis                  | 1912                                |                 | Eemnesserweg bij 37         | 52° 15' 36" NB, 5° 14' 34" OL | 509305 | Upload foto                                                                                                 |
| Voormalige paardenstal                                                                                      | Boerderij                 | 1925                                |                 | Eemnesserweg bij 37         | 52° 15' 36" NB, 5° 14' 34" OL | 509306 | Upload foto                                                                                                 |
| Erfscheiding, gemetseld                                                                                     | Erfscheiding              | 1925                                |                 | Eemnesserweg bij 37         | 52° 15' 36" NB, 5° 14' 34" OL | 509307 | Upload foto                                                                                                 |
| The Golden West                                                                                             | Woonhuis                  | 1927                                |                 | Noolseweg 23                | 52° 16' 13" NB, 5° 14' 9" OL  | 509309 | The Golden West                                                                                             |
| Paardenstal                                                                                                 | Onderdeel woningen e.d.   | 1927                                |                 | Noolseweg 23                | 52° 16' 13" NB, 5° 14' 9" OL  | 509310 | Paardenstal                                                                                                 |
| Villa | Woonhuis                  | 1939                                |                 | Bloemlandseweg 4A           | 52° 16' 41" NB, 5° 14' 8" OL  | 509311 | Villa |
| De Vuurvogel                                                                                                | Woonhuis                  | 1930                                |                 | Bussummerweg 9              | 52° 16' 21" NB, 5° 14' 14" OL | 509312 | De Vuurvogel                                                                                                |
| Muziektent                                                                                                  | Welzijn, kunst en cultuur | 1926                                | Herman Sijmons  | Torenlaan/Dorpsstraat       | 52° 16' 22" NB, 5° 14' 37" OL | 509313 | Meer afbeeldingen                                                                                           |
| Jagtlust | Woonhuis                  | 1871                                |                 | Eemnesserweg 38             | 52° 15' 33" NB, 5° 14' 29" OL | 509314 | Meer afbeeldingen                                                                                           |
| Boerderij                                                                                                   | Boerderij                 | 1700-1800                           |                 | Langeweg 5                  | 52° 16' 28" NB, 5° 14' 39" OL | 509315 | Boerderij                                                                                                   |
| Landhuis met atelier                                                                                        | Woonhuis                  | 1933                                |                 | Matthijssenhoutweg 49       | 52° 16' 15" NB, 5° 13' 35" OL | 509316 | Landhuis met atelier                                                                                        |
| De Molshoop                                                                                                 | Woonhuis                  | 1927                                |                 | Noolseweg 32                | 52° 15' 58" NB, 5° 13' 45" OL | 509317 | Upload foto                                                                                                 |
| Koloniehuis                                                                                                 | Woonhuis                  | 1911                                | Theo Rueter     | Noolseweg 53                | 52° 16' 0" NB, 5° 13' 52" OL  | 509318 | Koloniehuis                                                                                                 |
| Landhuis | Woonhuis                  | 1936                                |                 | Torenlaan 67                | 52° 15' 52" NB, 5° 13' 57" OL | 509319 | Landhuis |
| Hut van prof. van Rees                                                                                      | Woonhuis                  | 1903                                |                 | Noolseweg 55                | 52° 15' 59" NB, 5° 13' 51" OL | 509320 | Meer afbeeldingen                                                                                           |
| Woonhuis | Woonhuis                  |                                     |                 | Achterom 1                  | 52° 16' 22" NB, 5° 14' 29" OL | 9580   | Meer afbeeldingen                                                                                           |
| Woning blijkens ankers 1696                                                                                 | Woonhuis                  |                                     |                 | Achterom 5                  | 52° 16' 24" NB, 5° 14' 29" OL | 9581   | Meer afbeeldingen                                                                                           |
| Boerderij met zijbaander                                                                                    | Boerderij                 |                                     |                 | Achterom 7                  | 52° 16' 25" NB, 5° 14' 34" OL | 9582   | Meer afbeeldingen                                                                                           |
| Boerderij met topgevel                                                                                      | Boerderij                 |                                     |                 | Angerechtsweg 11            | 52° 16' 27" NB, 5° 14' 50" OL | 9583   | Meer afbeeldingen                                                                                           |
| Boerderij met gepleisterde topgevel                                                                         | Boerderij                 |                                     |                 | Angerechtsweg 11A           | 52° 16' 28" NB, 5° 14' 52" OL | 9584   | Boerderij met gepleisterde topgevel                                                                         |
| Boerderij onder afgewolfd zadeldak                                                                          | Boerderij                 |                                     |                 | Angerechtsweg 12            | 52° 16' 26" NB, 5° 14' 53" OL | 9585   | Meer afbeeldingen                                                                                           |
| Boerderij met topgevel                                                                                      | Boerderij                 |                                     |                 | Angerechtsweg 15            | 52° 16' 32" NB, 5° 15' 1" OL  | 9586   | Meer afbeeldingen                                                                                           |
| Lage arbeiderswoning gedekt door langgerekt zadeldak                                                        | Woonhuis                  |                                     |                 | Binnendoor 4                | 52° 16' 18" NB, 5° 14' 34" OL | 9587   | Upload foto                                                                                                 |
| Kleine boerderij                                                                                            | Boerderij                 |                                     |                 | Binnenweg 3                 | 52° 16' 26" NB, 5° 14' 55" OL | 9588   | Kleine boerderij                                                                                            |
| Boerderij met topgevel                                                                                      | Boerderij                 |                                     |                 | Binnenweg 7                 | 52° 16' 28" NB, 5° 14' 59" OL | 9589   | Boerderij met topgevel                                                                                      |
| Boerderij                                                                                                   | Boerderij                 |                                     |                 | Brinklaan 1                 | 52° 16' 21" NB, 5° 14' 45" OL | 9590   | Meer afbeeldingen                                                                                           |
| Boerderij met gepleisterde gevel                                                                            | Boerderij                 |                                     |                 | Brinklaan 2                 | 52° 16' 21" NB, 5° 14' 47" OL | 9591   | Meer afbeeldingen                                                                                           |
| Boerderij met topgevel                                                                                      | Boerderij                 |                                     |                 | Burgemeester Heerschopweg 2 | 52° 16' 24" NB, 5° 14' 42" OL | 9592   | Meer afbeeldingen                                                                                           |
| Boerderij                                                                                                   | Boerderij                 |                                     |                 | Burgemeester Heerschopweg 4 | 52° 16' 25" NB, 5° 14' 41" OL | 9593   | Boerderij                                                                                                   |
| Boerderij                                                                                                   | Boerderij                 |                                     |                 | Burg de Jongweg 1           | 52° 16' 22" NB, 5° 14' 47" OL | 9594   | Meer afbeeldingen                                                                                           |
| Boerderij met topgevel                                                                                      | Boerderij                 |                                     |                 | Burg de Jongweg 5           | 52° 16' 23" NB, 5° 14' 48" OL | 9595   | Boerderij met topgevel                                                                                      |
| Boerderij met afgewolfd dak                                                                                 | Boerderij                 |                                     |                 | Capittenweg 2               | 52° 16' 16" NB, 5° 14' 46" OL | 9596   | Meer afbeeldingen                                                                                           |
| Pand met langgerekte gevel                                                                                  | Boerderij                 |                                     |                 | Dorpsstraat 9A              | 52° 16' 22" NB, 5° 14' 42" OL | 9597   | Pand met langgerekte gevel                                                                                  |
| Boerderij met topgevel en zijbaander                                                                        | Boerderij                 |                                     |                 | Dorpsstraat 12              | 52° 16' 21" NB, 5° 14' 43" OL | 9598   | Boerderij met topgevel en zijbaander                                                                        |
| Boerderij                                                                                                   | Boerderij                 |                                     |                 | Eemnesserweg 2              | 52° 16' 19" NB, 5° 14' 48" OL | 9599   | Meer afbeeldingen                                                                                           |
| Tolhuisje                                                                                                   | Woonhuis                  |                                     |                 | Eemnesserweg 29             | 52° 15' 56" NB, 5° 14' 37" OL | 9600   | Tolhuisje                                                                                                   |
| Boerderij met topgevel, groot type                                                                          | Boerderij                 |                                     |                 | Fransepad 1                 | 52° 16' 20" NB, 5° 14' 48" OL | 9601   | Meer afbeeldingen                                                                                           |
| Boerderij met topgevel                                                                                      | Boerderij                 |                                     |                 | Fransepad 8                 | 52° 16' 22" NB, 5° 14' 55" OL | 9602   | Meer afbeeldingen                                                                                           |
| Eenvoudige arbeiderswoning onder rieten dak                                                                 | Woonhuis                  |                                     |                 | Fransepad 9                 | 52° 16' 23" NB, 5° 14' 56" OL | 9603   | Eenvoudige arbeiderswoning onder rieten dak                                                                 |
| Boerderij met topgevel, zijbaander                                                                          | Boerderij                 |                                     |                 | Fransepad 11                | 52° 16' 25" NB, 5° 14' 57" OL | 9604   | Meer afbeeldingen                                                                                           |
| Boerderij met topgevel                                                                                      | Boerderij                 |                                     |                 | Fransepad 12                | 52° 16' 23" NB, 5° 14' 57" OL | 9605   | Boerderij met topgevel                                                                                      |
| Boerderij met topgevel                                                                                      | Boerderij                 |                                     |                 | Fransepad 17                | 52° 16' 29" NB, 5° 15' 5" OL  | 9606   | Meer afbeeldingen                                                                                           |
| Boerderij tot bungalow verbouwd                                                                             | Boerderij                 |                                     |                 | Fransepad 26                | 52° 16' 25" NB, 5° 15' 2" OL  | 9607   | Boerderij tot bungalow verbouwd                                                                             |
| Boerderij                                                                                                   | Boerderij                 |                                     |                 | Langeweg 1                  | 52° 16' 27" NB, 5° 14' 34" OL | 9608   | Boerderij                                                                                                   |
| Boerderij met topgevel, groot type, zijbaander                                                              | Boerderij                 |                                     |                 | Kerklaan 7                  | 52° 16' 20" NB, 5° 14' 58" OL | 9609   | Meer afbeeldingen                                                                                           |
| Boerderij onder afgewolfd dak, zijbaander                                                                   | Boerderij                 |                                     |                 | Langeweg 3                  | 52° 16' 27" NB, 5° 14' 37" OL | 9610   | Meer afbeeldingen                                                                                           |
| Boerderij onder afgewolfd dak, grijsgepleisterd                                                             | Boerderij                 |                                     |                 | Langeweg 9                  | 52° 16' 28" NB, 5° 14' 43" OL | 9611   | Meer afbeeldingen                                                                                           |
| Boerderij met topgevel en zijbaander, inwendig karnmolen                                                    | Boerderij                 |                                     |                 | Langeweg 19                 | 52° 16' 24" NB, 5° 14' 50" OL | 9612   | Meer afbeeldingen                                                                                           |
| Boerderij met topgevel                                                                                      | Boerderij                 |                                     |                 | Meentweg 5                  | 52° 16' 27" NB, 5° 14' 42" OL | 9613   | Meer afbeeldingen                                                                                           |
| Boerderij met topgevel                                                                                      | Boerderij                 |                                     |                 | Meentweg 6                  | 52° 16' 28" NB, 5° 14' 48" OL | 9614   | Meer afbeeldingen                                                                                           |
| Dietse Hoeve                                                                                                | Boerderij                 |                                     |                 | Mosselweg 8                 | 52° 16' 28" NB, 5° 14' 55" OL | 9615   | Dietse Hoeve                                                                                                |
| Boerderij                                                                                                   | Boerderij                 |                                     |                 | Mosselweg 12                | 52° 16' 29" NB, 5° 14' 52" OL | 9616   | Boerderij                                                                                                   |
| Boerderij onder afgewolfd dak                                                                               | Boerderij                 |                                     |                 | Polweg 1                    | 52° 16' 34" NB, 5° 14' 57" OL | 9617   | Boerderij onder afgewolfd dak                                                                               |
| Oude boerderij                                                                                              | Boerderij                 |                                     |                 | Polweg 10                   | 52° 16' 29" NB, 5° 14' 54" OL | 9618   | Oude boerderij                                                                                              |
| Boerderij met topgevel                                                                                      | Boerderij                 |                                     |                 | Raadhuisstraat 8            | 52° 16' 18" NB, 5° 14' 33" OL | 9619   | Meer afbeeldingen                                                                                           |
| Lage arbeiderswoning, gedekt door langgerekt zadeldak                                                       | Woonhuis                  |                                     |                 | Raadhuisstraat 14           | 52° 16' 18" NB, 5° 14' 35" OL | 9620   | Lage arbeiderswoning, gedekt door langgerekt zadeldak                                                       |
| Boerderij met afgewolfd dak                                                                                 | Boerderij                 |                                     |                 | Raadhuisstraat 16           | 52° 16' 17" NB, 5° 14' 35" OL | 9621   | Meer afbeeldingen                                                                                           |
| Vrijstaand huis met L-vormige plattegrond met ingebouwde fietsenschuur en garage                            | Woonhuis                  | 1953                                |                 | Schapendrift 64             | 52° 15' 56" NB, 5° 14' 31" OL | 527342 | Meer afbeeldingen                                                                                           |
| Boerderij met dubbele zijbaander en topgevel                                                                | Boerderij                 |                                     |                 | Torenlaan 2                 | 52° 16' 22" NB, 5° 14' 35" OL | 9622   | Meer afbeeldingen                                                                                           |
| Nederland hervormde kerk                                                                                    | Kerk en kerkonderdeel     |                                     |                 | Torenlaan 16                | 52° 16' 20" NB, 5° 14' 25" OL | 9623   | Meer afbeeldingen                                                                                           |
| Toren | Kerk en kerkonderdeel     |                                     |                 | Torenlaan 16                | 52° 16' 20" NB, 5° 14' 25" OL | 9624   | Toren |
| Koepeltje met gebogen dak en gotiserende roeden                                                             | Bijgebouwen kastelen enz. |                                     |                 | Torenlaan bij 14            | 52° 16' 20" NB, 5° 14' 28" OL | 9625   | Meer afbeeldingen                                                                                           |
| Boerderij met topgevel                                                                                      | Boerderij                 |                                     |                 | Venenweg 2                  | 52° 16' 16" NB, 5° 15' 4" OL  | 9626   | Meer afbeeldingen                                                                                           |
| Boerderij met topgevel                                                                                      | Boerderij                 |                                     |                 | William Singerweg 19        | 52° 16' 27" NB, 5° 15' 2" OL  | 9627   | Boerderij met topgevel                                                                                      |

Aalsmeer ·
Alkmaar ·
Amstelveen ·
Amsterdam ·
Bergen ·
Beverwijk ·
Blaricum ·
Bloemendaal ·
Castricum ·
Den Helder ·
Diemen ·
Dijk en Waard ·
Drechterland ·
Edam-Volendam ·
Enkhuizen ·
Gooise Meren ·
Haarlem ·
Haarlemmermeer ·
Heemskerk ·
Heemstede ·
Heiloo ·
Hilversum ·
Hollands Kroon ·
Hoorn ·
Huizen ·
Koggenland ·
Landsmeer ·
Laren ·
Medemblik ·
Oostzaan ·
Opmeer ·
Ouder-Amstel ·
Purmerend ·
Schagen ·
Stede Broec ·
Texel ·
Uitgeest ·
Uithoorn ·
Velsen ·
Waterland ·
Wijdemeren ·
Wormerland ·
Zaanstad ·
Zandvoort